# История почты и почтовых марок Суринама
История почты и почтовых марок Суринама охватывает развитие почтовой связи в Суринаме, государстве на северо-восточном побережье Южной Америки со столицей в Парамарибо. Собственные почтовые марки эмитируются здесь с 1873 года. Суринам участвует во Всемирном почтовом союзе (ВПС; с 1976). За почтовое обслуживание в стране отвечает компания Surpost.

## Развитие почты
История почты Суринама исходно связана с существованием на его территории до 1975 года владения Нидерландов. Между 1706 и 1804 годами на почтовой корреспонденции, перевозимой из Голландской Вест-Индии кораблями Голландской Вест-Индской компании, в Амстердаме ставилась характерная почтовая отметка англ. «Postage due» («Почтовая доплата»). Известны три примера писем из Суринама с подобной пометкой, прошедших почту в 1757—1769 годах.
В течение короткого периода британского управления здесь применялись ручные штемпели для гашения корреспонденции в 1805—1813 годах. Голландские пометки были снова разрешены в 1828 году. Штемпели с указанием дат для Парамарибо существуют с 1847 года.
В 1825—1834 годах почта отправлялась случайной шхуной на Кюрасао, где передавалась на королевские голландские пакетботы. После 1834 года почта между Нидерландами и Суринамом, как правило, направлялась британским пакетботом через Саутгемптон (позже через Плимут) или (после 1865 года) французским пакетботом линии «C» (фр. «Ligne C») через Сен-Назер. Французское пакетботное агентство было размещено в Суринаме в 1865 году. Пометки, указывающие маршрут, наносились на письма после 1877 года. В 1883 году было возобновлено сообщение посредством голландского пакетбота, рейсы которого в 1904 году стали осуществляться раз в две недели. Для гашения писем на нём употреблялись ручные штемпели. До 1930 года большинство внутренних писем также перевозилось морем.
|  |

Дальнейший импульс для своего развития почтовая служба страны получила после обретения независимости, провозглашённой 25 ноября 1975 года. Суринам стал равноправным членом ВПС 20 апреля 1976 года, в 1978 году присоединился к Почтовому союзу американских государств, Испании и Португалии (UPAEP), и его современным национальным почтовым оператором является компания Surpost (англ. Suriname Postal Corporation — Почтовая корпорация Суринама).

Примеры франкотипов Суринама
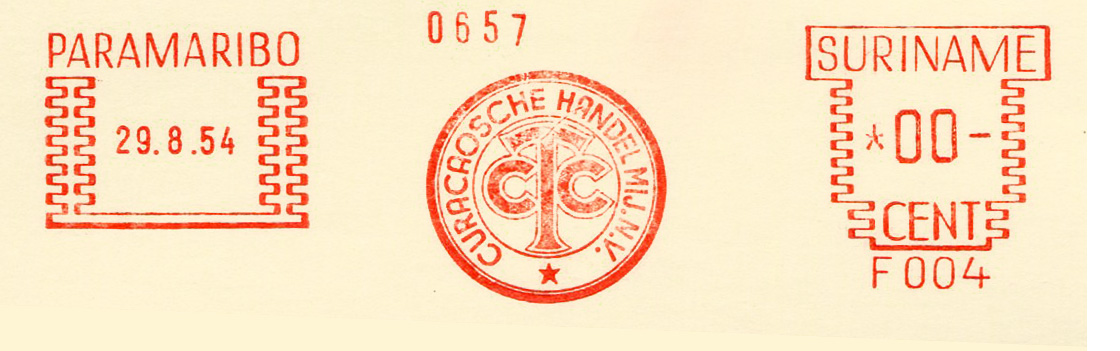
Один из последних франкотипов колонии Суринам с календарным штемпелем Парамарибо от 29 августа 1954 года
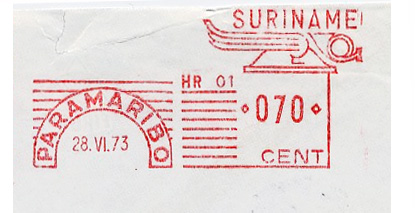
Франкотип в период автономии, датированный 28 июня 1973 года
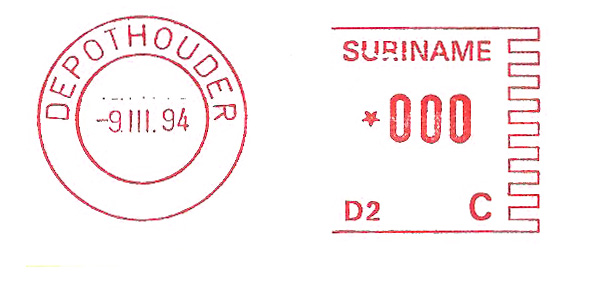
Один из франкотипов независимого Суринама от 9 марта 1994 года

## Выпуски почтовых марок

### Первые марки
Первые почтовые марки Суринама увидели свет 1 октября 1873 года[≡].

### Последующие эмиссии
На ранних выпусках Суринама и до обретения им государственной автономии в декабре 1954 года в основном изображался портрет голландского монарха:

Примеры почтовых марок Суринама с портретами голландских монархов
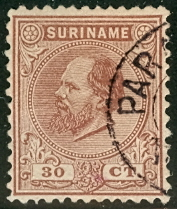
Король Виллем III, 1889, 30 центов (Mi #19; NVPH #11), погашена календарным штемпелем Парамарибо
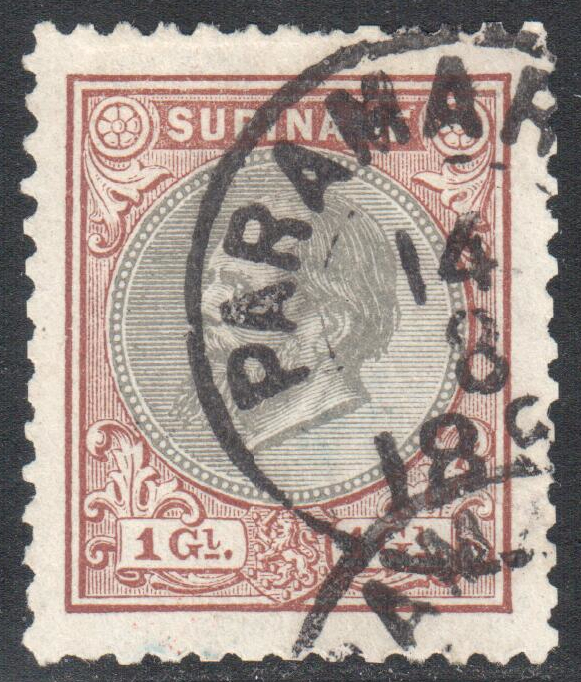
То же, 1 гульден (Mi #21; NVPH #14)
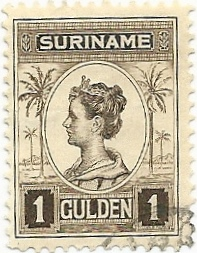
Королева Вильгельмина, 1913, 1 гульден (Mi #107; NVPH #101), гашёная

Дизайн суринамских марок в колониальный период в целом был схож или идентичен с таковым для голландских марок того же времени.
Большинство марок поставлялись из Нидерландов, где они печатались типографией Joh. Enchedé. Некоторые из них были напечатаны локально в Парамарибо — в 1892[≡] и 1912 годах.

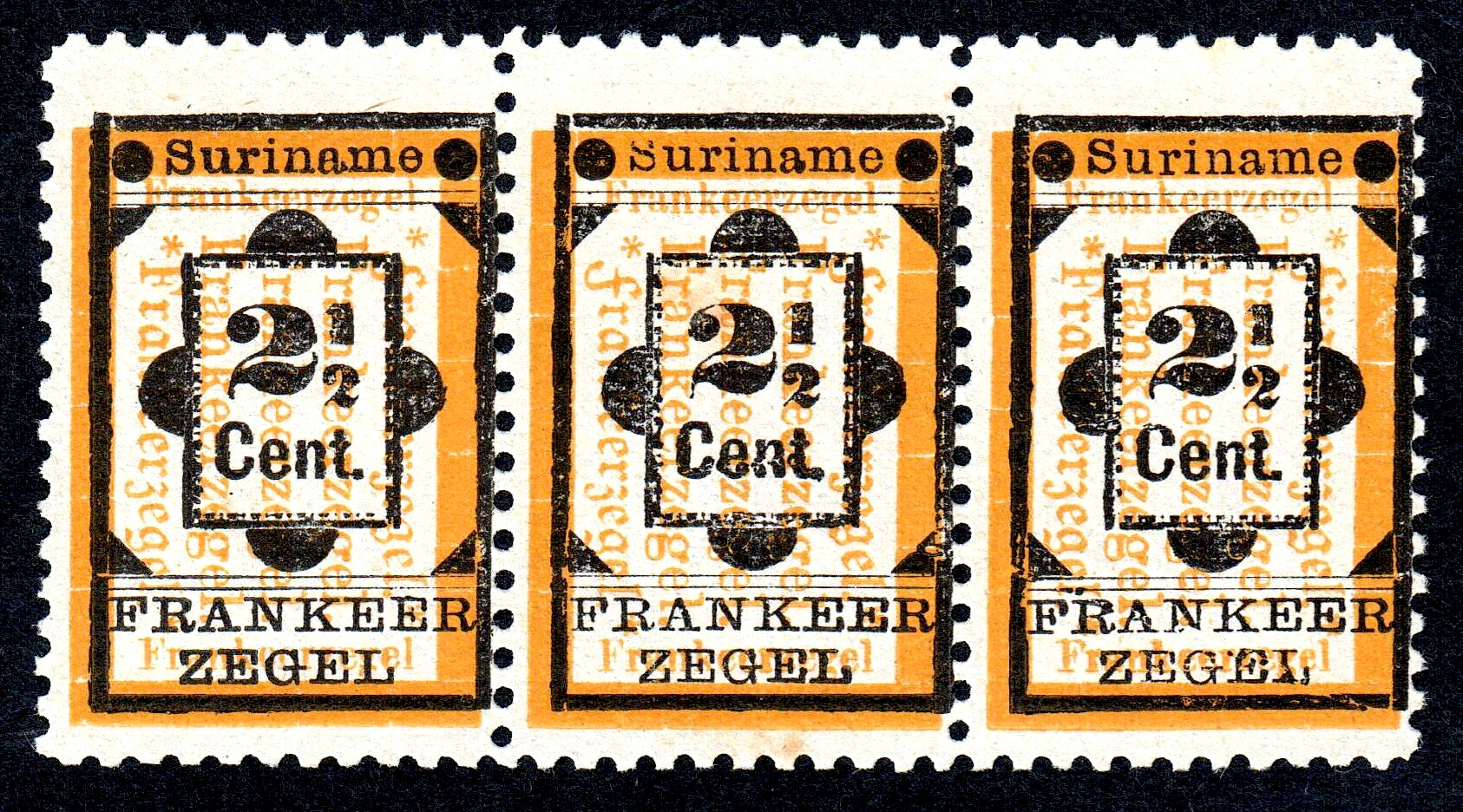
Полоска из трёх марок: слева и справа — толстая «F» в слове «Frankeer zegel» («Почтовая марка») (Mi #28I; Sc #22; NVPH #22), в центре — тонкая «F» (Mi #28II; Sc #22a; NVPH #22a)
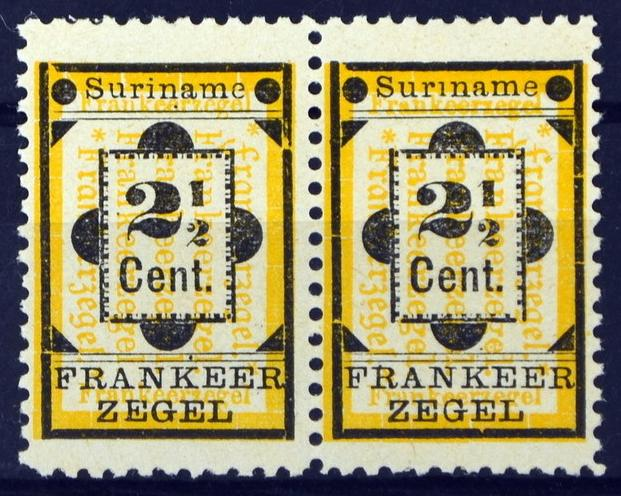
Пара из двух марок с толстой «F» в слове «Frankeer zegel» (Mi #28I; Sc #22; NVPH #22); справа — дополнительная ошибка отсутствия точки над «i» в слове «Suriname» (Mi #28I; Sc #22; NVPH #22f)

До 1923 года все отпечатанные в метрополии почтовые марки переправлялись в Суринам без клеевого слоя, который наносился уже на месте. В связи с этим ранние почтовые марки Суринама не имеют клеевого слоя на обороте.
В 1923 году в обращении появились первые памятные марки Суринама.
Во время Второй мировой войны марки для Суринама были изготовлены в 1941 году фирмой G. Kolff & Co. в Джакарте (Индонезия), а с 1941 года — компанией Bradbury & Wilkinson в Великобритании. В 1945 году два выпуска марок были напечатаны Американской банкнотной компанией в Нью-Йорке.
Первый почтовый блок страны был выпущен в 1955 году.
По данным Л. Л. Лепешинского, всего за первые 90 лет, с 1873 по 1963 год, было эмитировано 417 почтовых марок и два блока. При этом на почтовых марках Суринама указывались следующие надписи: нидерл. «Suriname» («Суринам»), «Kolonie Suriname» («Колония Суринам»), «Postzegel» («Почтовая марка»).
Провозглашение полной независимости Суринама 25 ноября 1975 года было отмечено в тот же день выпуском серии памятных марок.
После обретения независимости Суринам издаёт марки, сочетающие темы национальной направленности и сюжеты, представляющие интерес на рынке тематических коллекционеров.

## Другие виды почтовых марок

### Авиапочтовые
С 1930 года в Суринаме начали выпускать авиапочтовые марки. Для них характерна надпись: «Luchtpost» («Авиапочта»).

### Почтово-благотворительные
Первые почтово-благотворительные марки Суринама поступили в обращение в 1927 году.

### Доплатные
Выпуск доплатных марок в Суринаме начался в 1885 году, причём до 1956 года название эмитента на них не указывалось. Для всех доплатных марок Суринама характерен лиловый, светло-фиолетовый цвет. Объяснялось это тем, что рисунок и текст доплатных марок Суринама были одинаковыми с таковыми марками Нидерландов и других нидерландских владений, а различия сводились к цвету: у марок Нидерландов он был синим, у марок Суринама — лиловым и т. д.
На этих марках обозначена также надпись: «Те betalen» («Доплатить»). По данным Л. Л. Лепешинского, с 1873 по 1963 год были эмитированы 57 доплатных марок.

## Цельные вещи
Для почтового обращения в Суринаме печатались также цельные вещи, например, маркированные почтовые карточки и карточки с оплаченным ответом:

Примеры цельных вещей Суринама (1888)
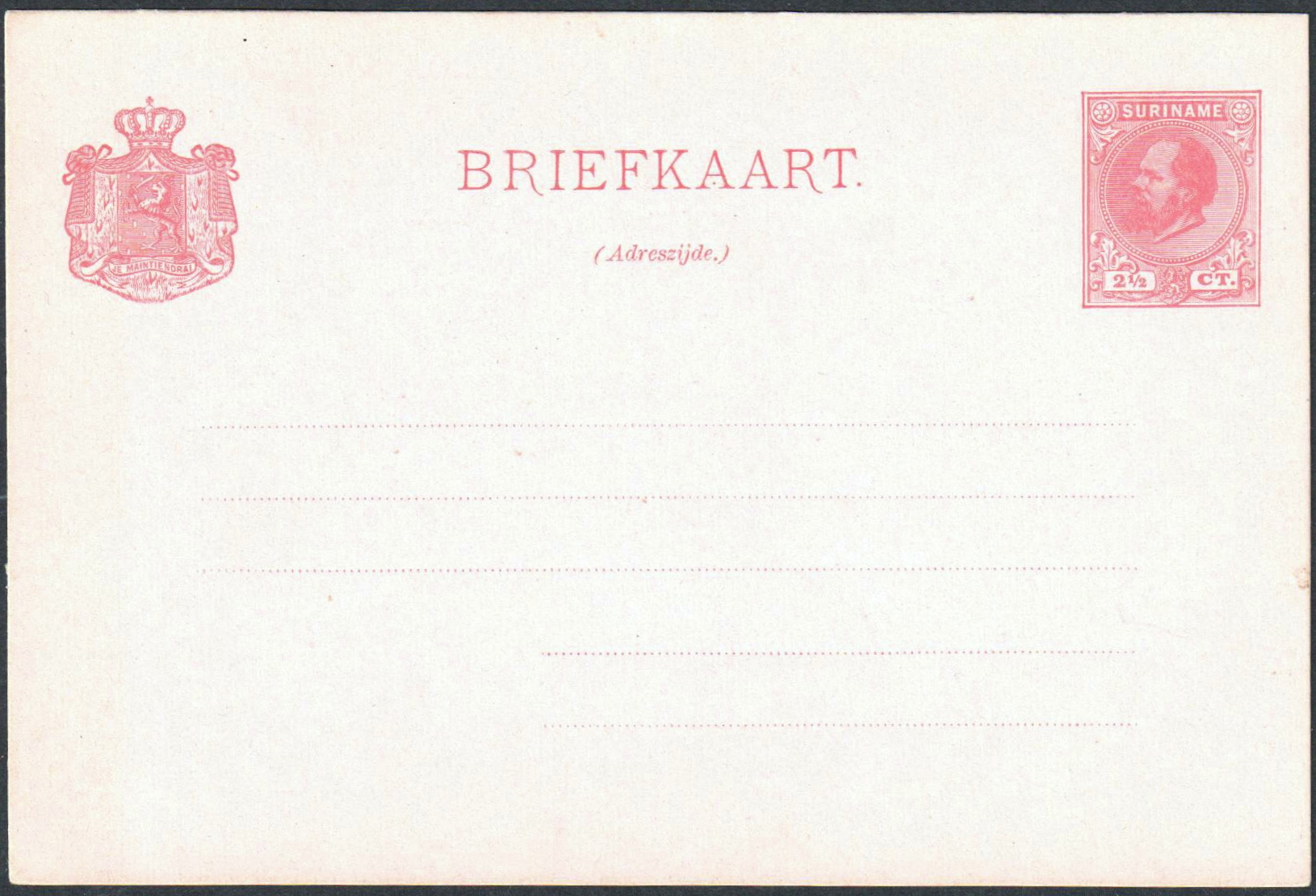
Маркированная почтовая карточка номиналом в 2,5 цента
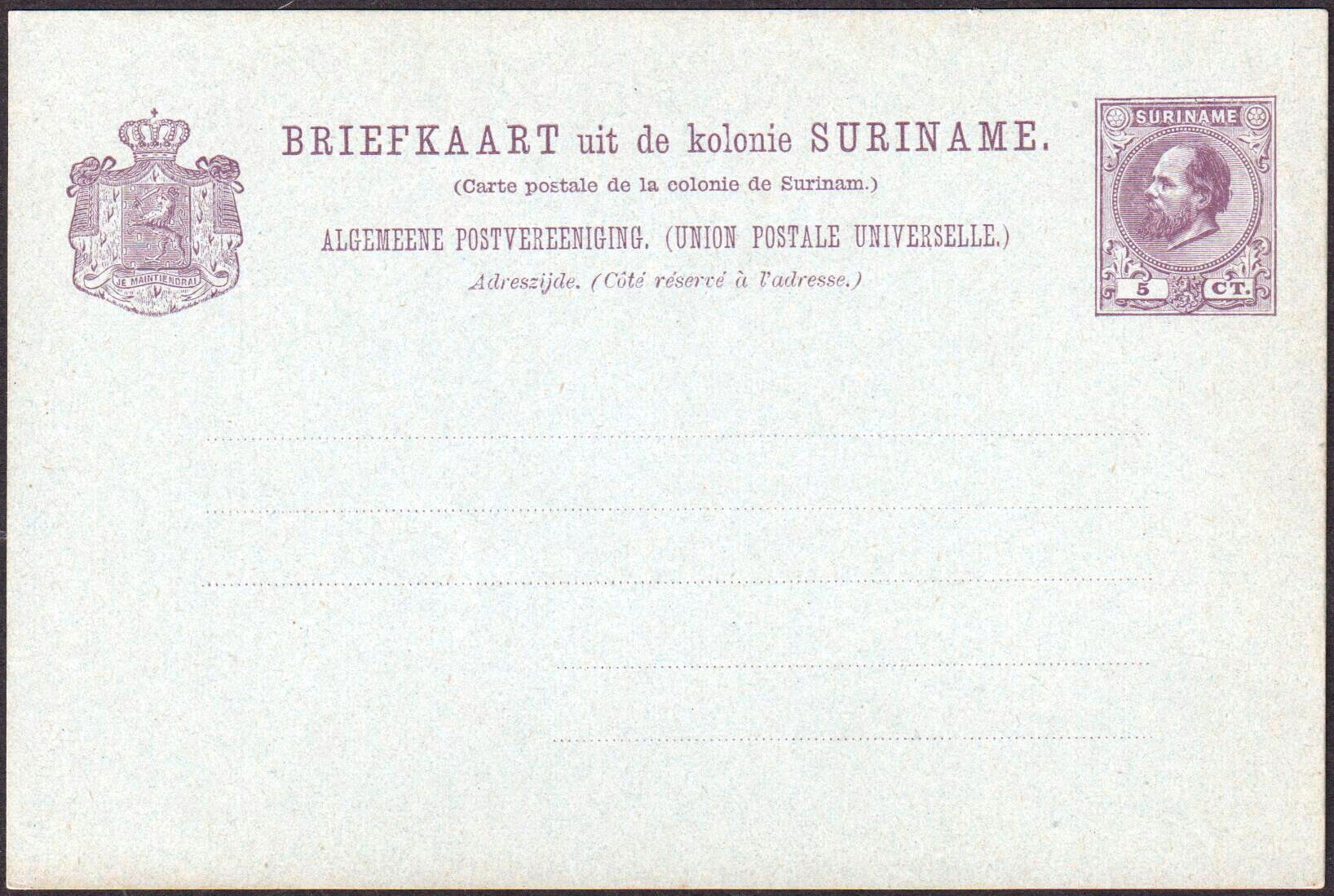
То же, 5 центов
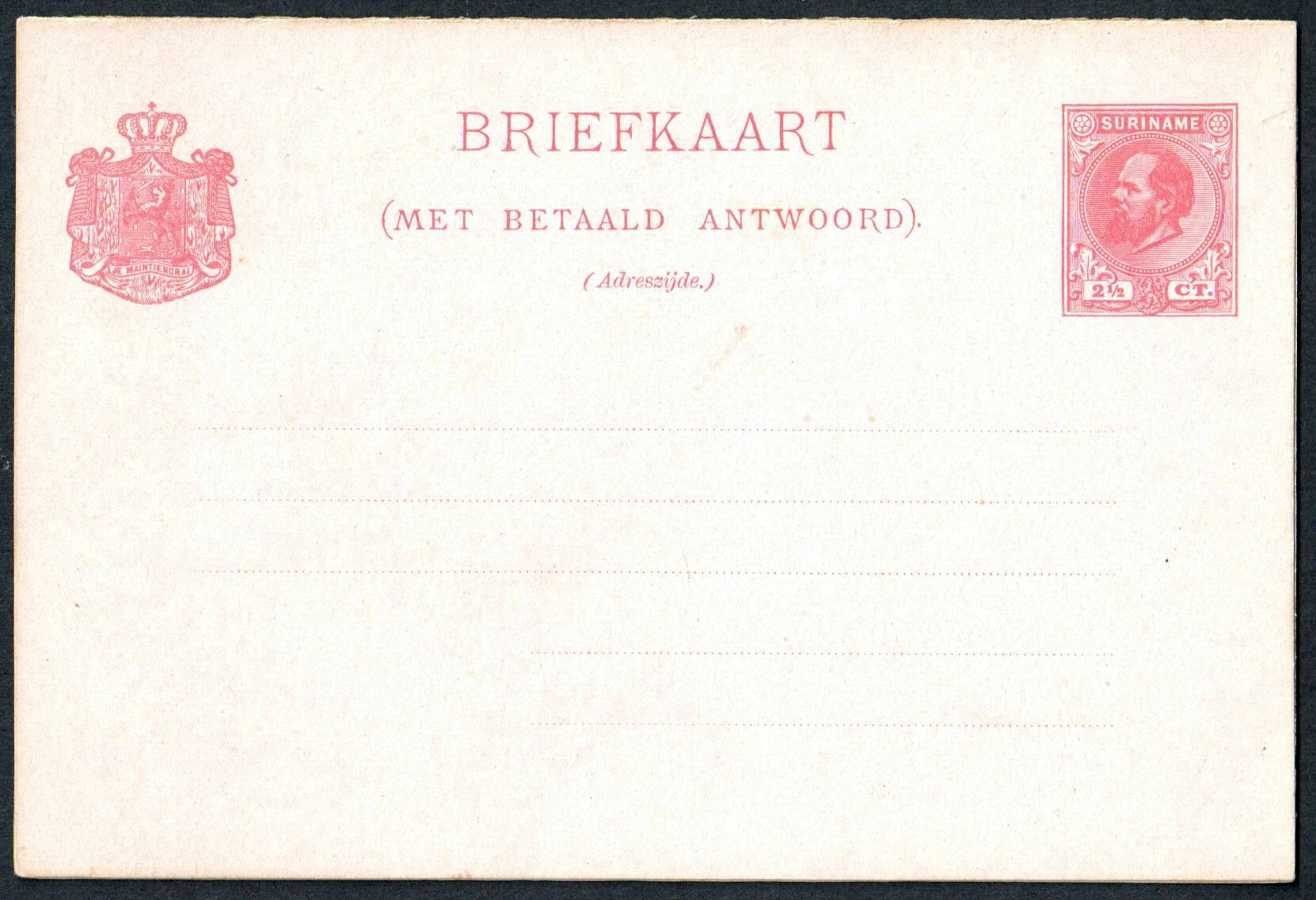
Карточка с оплаченным ответом, 2,5 цента

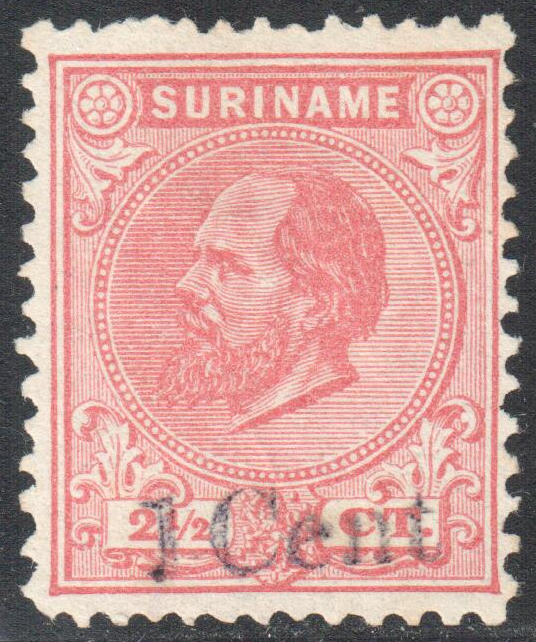

## Фальсификации
Существуют фальшивые и поддельные марки Суринама, как, например, фальшивые (или рассматриваемые также как частные) надпечатки нового номинала на марках первого суринамского выпуска 1873 года[≡].